# Nikita Shleijer
Nikita Dmitriyevich Shleijer (en ruso: Никита Дмитриевич Шлейхер; Stávropol, 10 de junio de 1998) es un deportista ruso que compite en saltos de trampolín y plataforma.
Ganó una medalla de plata en el Campeonato Mundial de Natación de 2025 y diez medallas en el Campeonato Europeo de Natación entre los años 2016 y 2021. En los Juegos Europeos de 2015 obtuvo dos medallas, oro en trampolín 1 m y plata en plataforma 10 m.
Participó en dos Juegos Olímpicos de Verano, ocupando el séptimo lugar en Río de Janeiro 2016 y el octavo en Tokio 2020, en la prueba de trampolín sincronizado.

## Palmarés internacional
| Campeonato Mundial | Campeonato Mundial    | Campeonato Mundial | Campeonato Mundial           |
| Año                | Lugar                 | Medalla            | Prueba                       |
| ------------------ | --------------------- | ------------------ | ---------------------------- |
| 2025               | Singapur (Singapur)   | Medalla de plata   | Plataforma 10 m sincro       |
| Juegos Europeos    |                       |                    |                              |
| Año                | Lugar                 | Medalla            | Prueba                       |
| 2015               | Bakú (Azerbaiyán)     | Medalla de oro     | Trampolín 1 m                |
| 2015               | Bakú (Azerbaiyán)     | Medalla de plata   | Plataforma 10 m              |
| Campeonato Europeo |                       |                    |                              |
| Año                | Lugar                 | Medalla            | Prueba                       |
| 2016               | Londres (Reino Unido) | Medalla de bronce  | Plataforma 10 m              |
| 2016               | Londres (Reino Unido) | Medalla de bronce  | Trampolín 3 m sincro mixto   |
| 2016               | Londres (Reino Unido) | Medalla de bronce  | Plataforma 10 m sincro mixto |
| 2017               | Kiev (Ucrania)        | Medalla de plata   | Plataforma 10 m sincro       |
| 2018               | Glasgow (Reino Unido) | Medalla de oro     | Plataforma 10 m sincro mixto |
| 2018               | Glasgow (Reino Unido) | Medalla de plata   | Plataforma 10 m              |
| 2019               | Kiev (Ucrania)        | Medalla de oro     | Trampolín 3 m sincro         |
| 2019               | Kiev (Ucrania)        | Medalla de oro     | Plataforma 10 m sincro       |
| 2021               | Budapest (Hungría)    | Medalla de plata   | Trampolín 3 m                |
| 2021               | Budapest (Hungría)    | Medalla de plata   | Trampolín 3 m sincro         |